# Dichocrocis tyranthes
Dichocrocis tyranthes là một loài bướm đêm trong họ Crambidae.